# Pheroliodes sicarius
Pheroliodes sicarius är en kvalsterart som beskrevs av Hunt 1996. Pheroliodes sicarius ingår i släktet Pheroliodes och familjen Pheroliodidae. Inga underarter finns listade i Catalogue of Life.